# Frédéric Brindelle
Frédéric Brindelle, né le 2 janvier 1969 à Meaux, est un journaliste français travaillant sur LCI, anciennement commentateur sportif sur les chaines de télé du groupe Canal+.

## Carrière
Il est le commentateur vedette du handball et couvre toutes les principales compétitions des équipes de France féminine et masculine. Ses principaux associés aux commentaires en tant que consultants ne sont autre que Grégory Anquetil et Valérie Nicolas, anciens internationaux. Il est également spécialisé dans des sports tels que le cyclisme et le triathlon. Ses principaux associés aux commentaires cyclistes en tant que consultants sont  Cyrille Guimard et Éric Leblacher, anciens professionnels. Il a également commenté quelques matchs de football de Ligue 1 sur Foot +.
Il reçoit le Mag d'Or 2011 du meilleur journaliste spécialisé d'une chaîne sportive, décerné par L'Équipe magazine, pour ses commentaires de handball sur Sport+.
Lors de la saison 2019/2020, il rejoint CNews pour y présenter les journaux des sports dans l'émission présentée par Julien Pasquet : Intégrale Week-end.
En juin 2021, Frédéric Brindelle participait à l'émission de RMC, Les Grandes Gueules du sport en tant que chroniqueur. 
En août 2021, il présente des tranches d'information sur LCI, en remplacement des titulaires. Puis du 27 septembre 2021 au 19 novembre 2021, toujours sur LCI, il présente temporaire l'émission Le Club en remplacement de Bénédicte Le Chatelier,.
En décembre 2021, il rejoint Sud Radio où il anime les Vraies Voix en remplacement de Philippe David. En juin 2023 il commente les Jeux européens sur la chaîne L'Equipe.